# Zaruma
Zaruma, oficialmente “Villa del Cerro de Oro de San Antonio de Zaruma”, es la cabecera cantonal del cantón Zaruma, perteneciente a la Provincia de El Oro, en Ecuador. Sus atributos culturales, arquitectónicos y naturales , así como su rica historia le han merecido títulos y reconocimientos :“Ciudad de Interés Turístico Nacional” (1977), "Patrimonio Cultural del Estado Ecuatoriano" (1990), "Pueblo  Mágico del Ecuador" (2019).  Desde 1998 Zaruma consta en la lista indicativa de la Unesco para ser declarada Patrimonio Cultural de la Humanidad, se la denomina también como "Sultana de El Oro" 
Es una de las ciudades más antiguas de Ecuador, fundada definitivamente por los españoles en 1549, en ese entonces cobró mucha importancia por ser un rico yacimiento aurífero. Actualmente es un centro turístico muy importante del Ecuador.

## Toponimia
Su nombre se deriva de las voces nativas: Sara= maíz y huma = cabeza. Zaruma proviene de la contracción de estas dos voces y se la empezó a escribir con la Z tomando el vocablo castellano Zaruma. Su nombre se atribuye al maíz existente y al oro de las minas, cuyo color se asemeja al de una mazorca de maíz. Según el historiador Jorge Núñez, Zaruma significa “Cumbre del monte pequeño”.

## Historia
Zaruma fue poblada por diferentes grupos étnicos: paltas, garrochambas, chaparras, zarihumas, güishagüiñas, yugulenses estos asentamientos humanos precoloniales y preincaicos, hicieron de la región un centro de producción e intercambio económico cultural. La pluriculturalidad existente en la región permitió que la zona sea considerada estratégica en el intercambio comercial entre sierra y costa. El origen indígena se manifiesta en múltiples testimonios materiales: misteriosos petroglifos, localizados en las zonas montañosas y en las márgenes de los ríos cercanos a la ciudad; complejos arquitectónicos y centros administrativos religiosos, con áreas de terrazas agrícolas y objetos culturales en piedra y cerámica, evidentes en los territorios históricos de Guayquichuma, Chepel y San Antonio. Huellas que evocan el paso y la ocupación de grupos humanos organizados desde tiempos inmemoriales.
Entre 1536 y 1539, se realizan los primeros asentamientos poblacionales con los españoles que llegaron por la atracción de la actividad minera aborigen de Paltas, Cañaris e Incas , y que encontraron en este, un sector propicio para levantar sus residencias. La llegada de los españoles y la influencia de diversas corrientes migratorias durante la Colonia (siglos XVI, XVII y XVIII) dieron inicio a una nueva identidad para Zaruma, por sus componentes culturales múltiples. 

### Fundación.

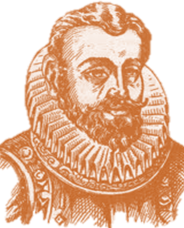
Alonso de Mercadillo, Fundador Asiento de Minas Zaruma

El capitán español Alonso de Mercadillo realizó la primera fundación como "Asiento de Minas Zaruma" tal como lo afirman varios historiadores "Zaruma fue fundada en 1549 por Alonso de Mercadillo sobre las riveras del Río Amarillo, en 3 grados 40 minutos de latitud meridional y 50 minutos de longitud occidental", sin embargo el historiógrafo lojano Alfono Anda Aguirre en su obra "Zaruma en la Colonia"Zaruma en la Colonia - Wikisource sustenta que su fundador fue el capitán Salvador Román.
El 8 de diciembre de 1595, por mandato del Rey de España Felipe II, al capitán Damián Meneses, Zaruma  fue erigida en Villa,  con el nombre de "Villa de San Antonio del Cerro de Oro de Zaruma", una circunscripción del Corregimiento de Loja, de esta manera , se comenzó a formar y consolidar la ciudad en torno a los trabajos mineros, a las características topográficas del terreno y a las condiciones climáticas existentes.

### Colonia
Desde entonces, la villa colonial se ordenó con un gobierno municipal, según el modelo de los cabildos españoles, y la producción de las minas de oro y plata representó una de las fuentes económicas de la Real Audiencia de Quito y de enriquecimiento para Europa en medio de períodos de auge y de crisis. En los primeros tiempos coloniales, la minería se sustentó bajo el sistema de las mitas, con mano de obra indígena o los mitayos de la Sierra sur que acudían obligados y por turnos durante dos meses en el año. En este ciclo productivo las minas alcanzan su máximo rendimiento en las vetas de: Sexmo, Vizcaya, y la mina grande en Portovelo.
En 1606, se establece en Zaruma el convento de los franciscanos, denominado Nuestra Señora de los Ángeles, la presencia de los religiosos en la zona fortaleció los valores espirituales y morales de la población, consolidando familias sólidamente unidas y bajo las tradiciones y normas religiosas.
En 1607, trabajan en las minas 300 indios y 60 esclavos negros, los que posteriormente fueron vendidos cuando se inicia la primera crisis minera, la introducción de la fuerza humana obligada para trabajos mineros generó problemas sociales debido a las condiciones insalubres a las cuales eran sometidos. 
Entre 1630-1763 se produce una recesión minera, que fue motivada por la falta de mano de obra de los mitayos, pues los intereses locales de Cuenca y Loja disputaban a Zaruma la disponibilidad de fuerza laboral indígena,las epidemias diezmaba a la población trabajadora,la falta de tecnología para una eficiente explotación minera, acentúo la crisis.
En 1794 se tiene información sobre la celebración de la fiesta en honor a la Virgen del Carmen, según el corregidor de Loja; se mantiene esta tradición religiosa celebrándose cada 16 de julio, de esta manera las costumbres y la profunda fe religiosas y cristiana, identifican a la población naciente.
En el siglo XVIII, la crisis minera se acentúa afectando directamente a las pocas familias que residían en Zaruma.

### Independencia.
El 26 de noviembre de 1820, Zaruma se declaró independiente del reino de España. El ejemplo libertario de Quito, Guayaquil, Cuenca, fue el detonante para que un grupo de patriotas zarumeños, apoyados por intelectuales cuencanos y a pesar de la tenaz oposición del gobierno de Loja, proclamará su independencia.
Fray Justo Gaona y Francisco Barnuevo fueron los verdaderos artífices de la asonada libertaria, aunque se menciona también a los terratenientes  Ambrosio Maldonado, Cnel. Bonifacio de los Reyes, Antonio Barsallo, José María Gálvez, José Guzmán y Román, ciudadanos que firmaron un mensaje al cabildo de Loja considerado el acta de independencia. El cabildo de Loja exhorto a estos ciudadanos a deponer la actitud y luego de 6 días se desistió de la iniciativa independentista. Gaona y Barnuevo,  juntamente con otros lugareños,  son reconocidos como los próceres independentista de Zaruma.  
El 24 de mayo de 1822 se produjo la liberación de Quito y  la independencia de las provincias que pertenecían a la Real Audiencia de Quito y con ello Zaruma  adquiere su independencia total, cabe indicar que los zarumeños aportaron a este proceso libertario  con algunos bienes, como ganado, bestias  de carga, víveres, utensilios y dinero. 
El sector, después de la independencia, cayó en un estado de postración. Sin embargo, la industria minera de Zaruma nunca desapareció.
El 25 de junio de 1824, se produce la erección cantonal de Zaruma, según Ley de División Territorial de la Gran Colombia, esta cantonización de la Villa real, permitió un desarrollo más armónico y originaron un estrecho acercamiento comercial, religioso y cultural con Loja.

### República
Zaruma fue cantón de Loja hasta 1882, la distancia con la capital provincial de ese entonces y el centralismo (Loja), originó en la colectividad, la necesidad de independizarse política y adminsitrativamente y el 29 de noviembre de 1882,  Zaruma proclama la creación de la provincia de El Oro, la cual es la capital hasta 1883. La ubicación geográfica no estratégica de Zaruma,  dificultó la administración de la naciente provincia, sin embargo, Machala, superó esta dificultad y se constituyó en la nueva capital provincial.
En la época republicana, la crisis minera continuó por varias décadas, a pesar de ello el aparato administrativo municipal del Cantón se afianzó y logró recursos para invertir en edificaciones y el mantenimiento de los caminos, especialmente de aquellos que abrían nuevas rutas de comercio hacia la costa sobre todo Guayaquil. 
Algunos hechos relevantes fueron: 
Se inaugura el servicio de telégrafo en junio de 1888.
La participación de capitales extranjeros, chilenos e ingleses en el período 1876-1895, origina un resurgimiento de la minería y la activación de otros sectores como la agricultura y la ganadería.  En 1880 llegaron los ingleses, con la minera Great Zaruma Gold Mining. Luego arribaron los estadounidenses a través de la South American Development Company (SADCO) y se funda el campamento minero de Portovelo perteneciente al cantón Zaruma, la presencia de esta compañía (1896-1950) instaura un sistema de enclave que influyó decisivamente en el comportamiento socioeconómico de la región y el campamento de Portovelo, esto originó un gran proceso migratorio que atrajo miles de trabajadores. Varias compañías extranjeras, francesas e inglesas, se interesaron en la explotación aurífera, con lo cual penetraron capitales y tecnología extranjeras. Como consecuencia se produjo un crecimiento urbano, una prolongación de la antigua fundación, y se introdujeron elementos de modernidad que influyeron en la vida de la población del nuevo campamento. 
En 1917 se construye el hospital Curipamba para el servicio de Portovelo, este hospital más tarde se lo consideraría uno de los mejores del país. 
En 1921 empieza a funcionar la planta de energía eléctrica " el amarillo " en Portovelo. 
En 1929 se inaugura el servicio de agua potable a domicilio.
En 1930 se inaugura la carretera Zaruma-Portovelo. La construcción de la red vial principal que vincula Zaruma con el resto del país, origina una disminución de su importancia regional, por el crecimiento de otras microrregiones que aprovechan su ubicación para consolidarse como polos de atracción sobre todo comercial; comienza un proceso de reestructuración político-administrativo, por el cual las parroquias rurales del Cantón comienzan a adquirir la categoría de Cantones: Piñas en 1941, Portovelo en 1980, Atahualpa en 1990, Balsas en 1985, Marcabelí en 1996. 
La salida de la SADCO empezó la explotación nacional a través de compañías como CIMA, que se formó con el 49 % de acciones de los ex empleados de la antigua SADCO y el 51 % le correspondió al municipio de Zaruma. Esta compañía trabajó hasta 1979, ya que su mala administración en cuanto a la valorización del yacimiento le indujeron a su quiebra definitiva y posteriormente a partir de 1980 , el Estado ecuatoriano se hizo cargo de esta. En la década de 1980, con la llegada de pequeños mineros artesanales, que invadieron las minas Vizcaya, El Sesmo, Jorupe, Tres Reyes y Quebrada del Banco, nace la minería artesanal en todo el país.

### Actualidad
La ciudad está administrada por el GAD Zaruma en una  etapa económica caracterizada por el agotamiento aurífero de las capas superficiales de las áreas mineras, lo que ha originado el desplazamiento de los pequeños mineros por la aparición de empresas con tecnología para la explotación eficiente de las minas. Hoy existen algunas empresas mineras grandes y tecnificadas que explotan el mineral, sin embargo todavía existen miles de mineros artesanales que ocupan espacios de subsuelo explotando desordenadamente y creando condiciones ambientales insalubres.
La riqueza que usufructuaron los españoles y norteamericanos, en recursos minerales y explotación del trabajo humano, ha quedado grabada en la memoria colectiva.

## Patrimonio Cultural

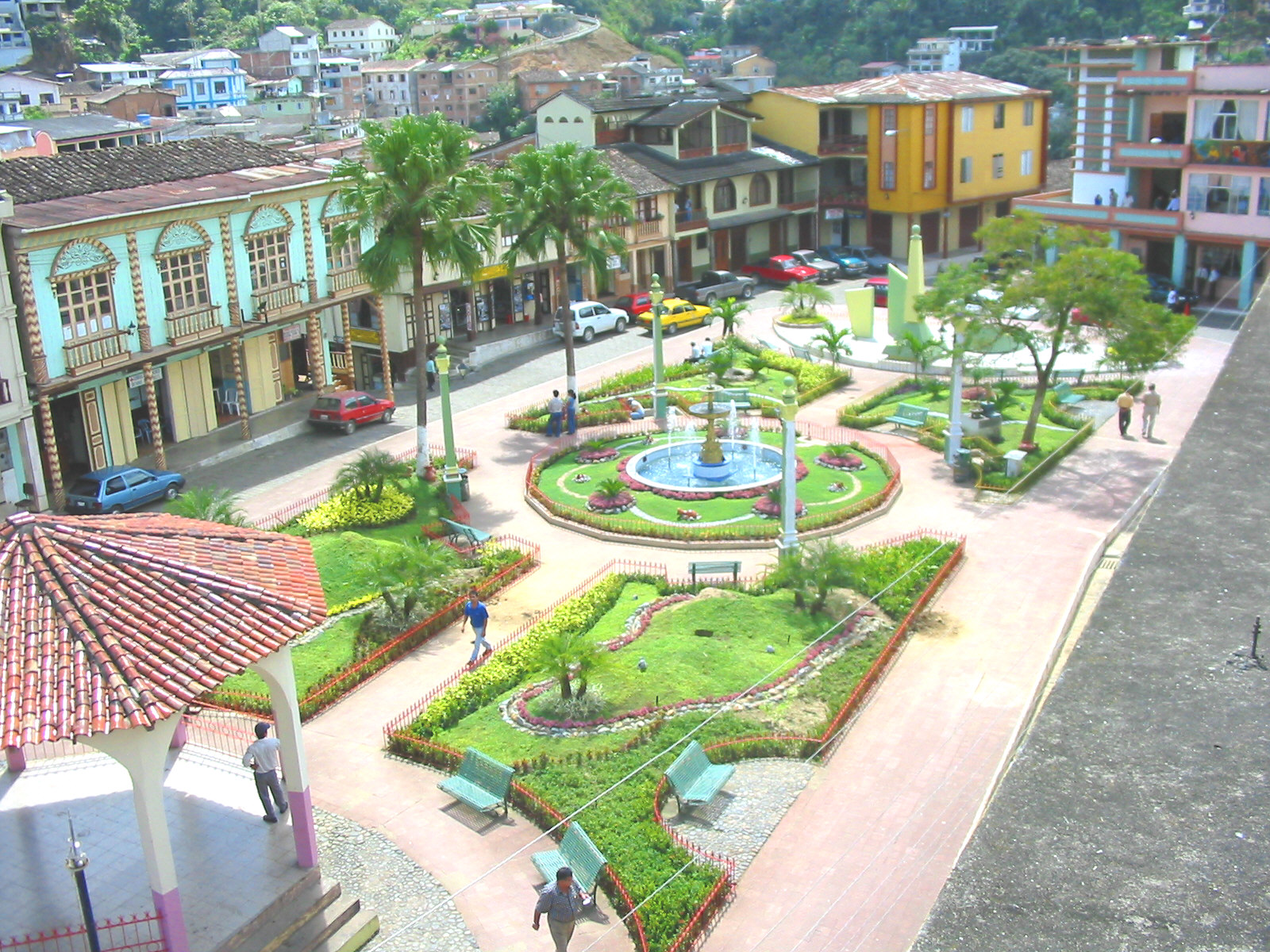
Plaza La independencia

En 1977, la Dirección Nacional de Turismo declara a Zaruma como ciudad de Interés Turístico Nacional, reconocimiento que recibe por sus atributos arquitectónicos y paisajísticos y que se constituían ya en un potencial turístico para el Ecuador, de esta manera el turismo y promoción nacional e internacional, permiten a la comunidad establecer nuevas fuentes de trabajo, aunque no bien desarrolladas y ejecutadas.
En 1990, el Ministerio de Educación y Cultura de Ecuador declara a Zaruma Patrimonio Cultural del Estado Ecuatoriano, los atributos tangibles e intangibles de la ciudad, permitieron que Zaruma alcance este reconocimiento de ciudad Patrimonio del Ecuador. 
La conservación del patrimonio arquitectónico y cultural, permiten a la comunidad establecer una nueva identidad, que le impulsa a sostener la postulación a Patrimonio Cultural y Natural de la Humanidad . Desde 1998 Zaruma consta en la lista indicativa de la Unesco para ser declarada "Patrimonio Cultural de la Humanidad. existen en el lugar.
Desde 2 de abril de 2020, se incluye al "Tigrillo Zarumeño" como parte del Patrimonio Cultural Inmaterial del Ecuador según certificación del Ministerio de Cultural del Ecuador y el Instituto Nacional de Patrimonio Cultural.

## Pueblo Mágico

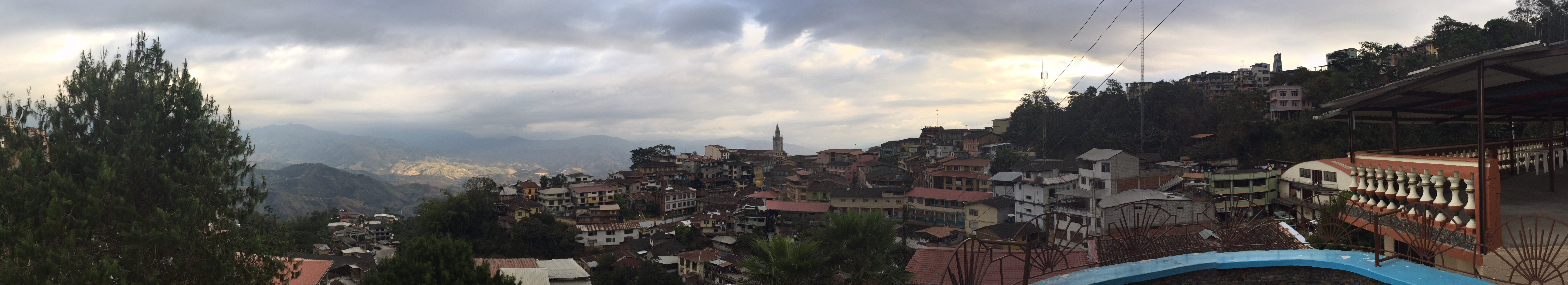
Vista ampliada de un sector de Zaruma

El 26 de noviembre de 2019  la ciudad de Zaruma es declarada Pueblo Mágico del Ecuador, por el Ministerio de Turismo de Ecuador.
Sus elementos arquitectónicos, culturales y naturales sumados a los requisitos planteados para la declaratoria, confirmaron la calificación.
la calidez de los habitantes de este rincón ecuatoriano contribuyen a la designación como pueblo mágico, es importante mencionar que esta iniciativa promueve el cuidado del patrimonio tangible e intangible de ciudades prehispánicas que aún conservan sus recursos históricos.
El programa Pueblos Mágicos es una iniciativa de México extendida al Ecuador mediante  un convenio. Este programa contribuye a relevar determinados sitios del país con características históricas, turísticas, climáticas, geográficas, humanas, singulares. Zaruma tiene estos requisitos y su declaratoria por el organismo competente tiende en su fin principal fortalecer su turismo y la reactivación económica del sector.

## Geografía

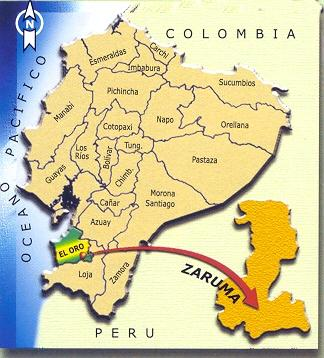

### Ubicación.
La ciudad de Zaruma está ubicada en la parte sur-oriental de la Provincia de El Oro. Sobre las laderas de los Andes Occidentales. Se encuentra a una altitud de 1200 metros sobre el nivel del mar. En un terreno escarpado con fuertes pendientes. Limita al norte con la provincia del Azuay, al sur con el Cantón Piñas, al este con el Cantón Portovelo y al oeste con los cantones Chilla y Atahualpa. La distancia que existe entre Zaruma y la Capital de El Oro (Machala) es de 106 km.
1. Distancia a (Guayaquil):176 km. aprox.
2. Distancia a (Quito):527 km. aprox.

### Topografía
Zaruma se encuentra ubicada en una zona montañosa que forma parte de la Cordillera de Vizcaya, la misma que es un ramal de la cordillera de los Andes. Su relieve es muy irregular, con zonas altas disectadas por valles profundos y encañonados, en donde tienen origen varios ríos, como el Salvias, Ortega, Amarillo y El Salado.Se encuentran fuertes pendientes que oscilan entre el 40 y el 60 %.
Los suelos son de color rojo, pardo rojizo o pardo, de textura arcillosa y pesados. En lo que corresponde a las parroquias: Huertas, Salvias, Abañín y Guanazán, los suelos en los sectores altos, son más bien negros y arcillosos y alcanzan hasta 3 dm de espesor, son relativamente ricos en materia orgánica. En sectores de pendiente se ha encontrado suelos de textura arenosa y fino limoso de color negro de 1 a 3 dm de espesor.

### Hidrografía
La ciudad de Zaruma se encuentra en la cabecera de la cuenca del Río Puyango, entre los ríos Calera y Amarillo, en el pie de la misma está la ciudad de Tumbes entre el río Tumbes y el Océano Pacífico.
El norte de la cordillera forma la cuenca del Río Jubones, en cuyo origen está la ciudad de Cuenca, a 2600 m s. n. m. y en su desembocadura la ciudad de Machala.
El flanco sur de la cordillera forma la cuenca del Río Catamayo y en el vértice sur oriental de ella se inicia la cuenca del Río Zamora. En el origen de estas dos cuencas está la ciudad de Loja a 2000 m s. n. m. El flanco occidental de la Cordillera de Chilla define el borde de la planicie costera de Jambelí.
La planicie costera de Jambelí, las cuencas de los ríos Jubones y Catamayo y las ciudades de Túmbes, Cuenca y Loja, forman los bordes y los vértices de un triángulo en el centro del cual está la ciudad de Zaruma como núcleo de una región formado por el conjunto cordillerano de Chilla y la cuenca del Río Puyango.
La región de Zaruma involucra pisos climáticos desde los 500 a los 3500 m s. n. m. que incluyen: cimas, laderas, mesetas y valles de diversas características biológicas, como resultado de una compleja orografía perfilada por flujos de agua y de viento, con distintas intensidades y direcciones.
El Cantón está regado por un sistema hidrográfico cuyos principales componentes son: el sector oriental y como límite del Cantón se encuentra el Río Calera, que tiene como tributario y origen el río Salado, y las quebradas Arcapamba, Santa Bárbara, Cascajo y Zaruma Urcu entre otras.
En el sector occidental se encuentran los ríos Ortega y Salvias que son los tributarios que conforman el Río Amarillo. Las principales quebradas tributarias son: Quebrada Honda, Sinsao, Quebrada de la Máquina, Loma Larga, Las Chontas, entre otras.

### Clima
Zaruma tiene un clima subtropical, agradable y templado, seco de mayo a noviembre y húmedo en la época lluviosa. La temporada seca desde mayo a octubre, que se caracteriza por ausencia de precipitaciones y se conoce como periodo de verano.La temporada lluviosa es generalmente nublada denominada invierno, que se prolonga desde noviembre hasta abril. 

#### Indicadores climáticos medios
Su temperatura promedio es de  22 °C durante el día y la noche, generalmente varía de 17 °C a 28 °C  y rara vez baja a menos de 15 °C o sube a más de 30 °C, se considera primaveral  lo que la hace acogedora durante todo el año. 

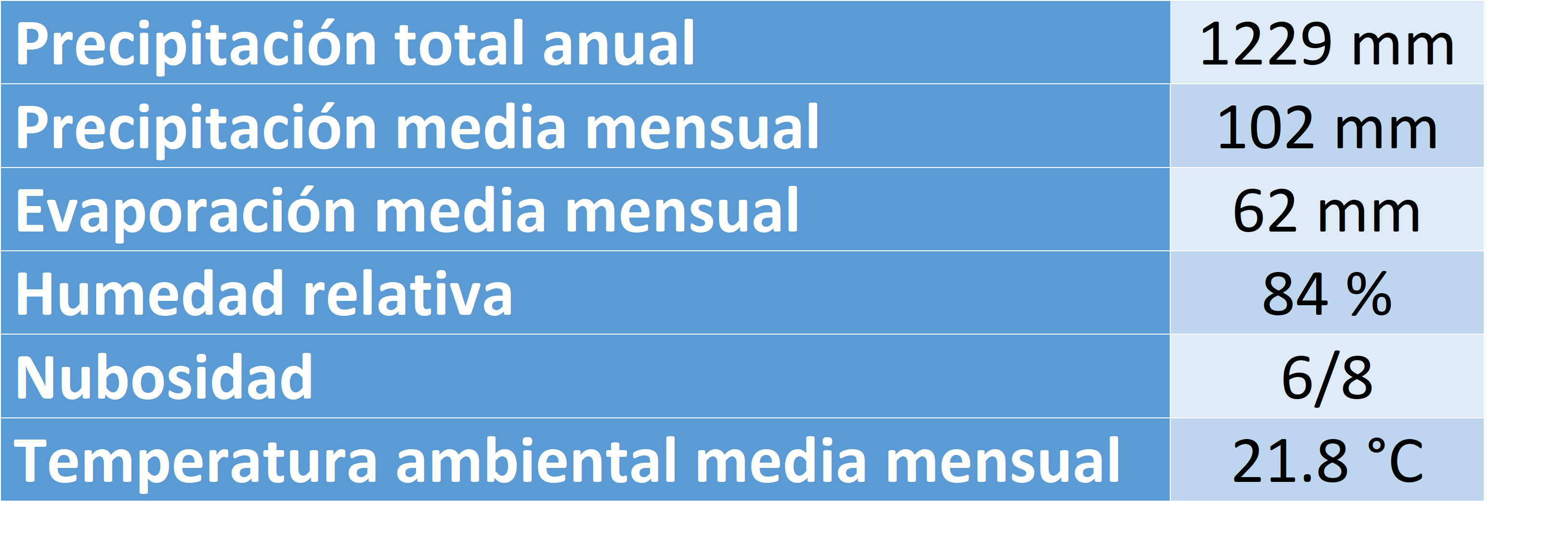

El clima de Zaruma corresponde al bosque húmedo premontano, con régimen climático templado y con altitudes entre los 600 y 3771 m s. n. m.
Dada la extensión del cantón y la topografía, encontramos gran variación de condiciones agro climáticas. Así, en la cabecera cantonal que se localiza en la zona baja, la temperatura media es de 22 °C; y en las parroquias rurales de Güizhagüiña y Guanazán las temperaturas varían entre los 10 y los 19 °C.
La dirección predominante del viento es sudeste con 29 % del tiempo y una velocidad media de 1,9 m/s y hacia el este con una velocidad media de 2,1 m/s. El periodo de calma alcanza un porcentaje del 19 %.

### Fauna y Flora
En lo que respecta a la fauna, existen mamíferos (ardillas, zorros(zarigüeyas), guatusas, conejos, armadillos, etc.), aves (colibríes, guacharacas, horneros, pericos, palomas, tordos, azulejos (Sialia sialis) ,Tucán Andino Pechigris (Andigena hipoglauca)  carpinteros, gallinazos, lechuzas, perdices, golondrinas, etc.), y reptiles (iguanas, lagartijas, serpiente X, coral, guaso, sobrecama, culebra verde, etc). Asimismo, cabe destacar que ha desaparecido una cantidad notoria de animales silvestres, debido a factores tales como la deforestación causada por la extensión de la frontera agropecuaria y minera, así como la cacería indiscriminada.
En la zona existen gran variedad de cultivos, plantas ornamentales, medicinales y maderables. Destacan las bromelias, café, granadilla de quijo, caña de azúcar, guineo, aguacate, guayacán, cedro, amarillo, laurel, variedades de canelo, pomarroso, colorado y sanon, entre otras.
Sin embargo, cabe destacar que en esta zona, en los últimos 40 años han desaparecido especies maderables como: arrayán (Eugenia sp.), cedro (Cedrella montana), amarillo (Centrollobium paraense) y guayacán (Tabebuia chrysantha), debido a la tala de los bosques para la creación de pastizales, sin mayor conocimiento de que esta zona tiene o no aptitud ganadera.

## Población

### Población

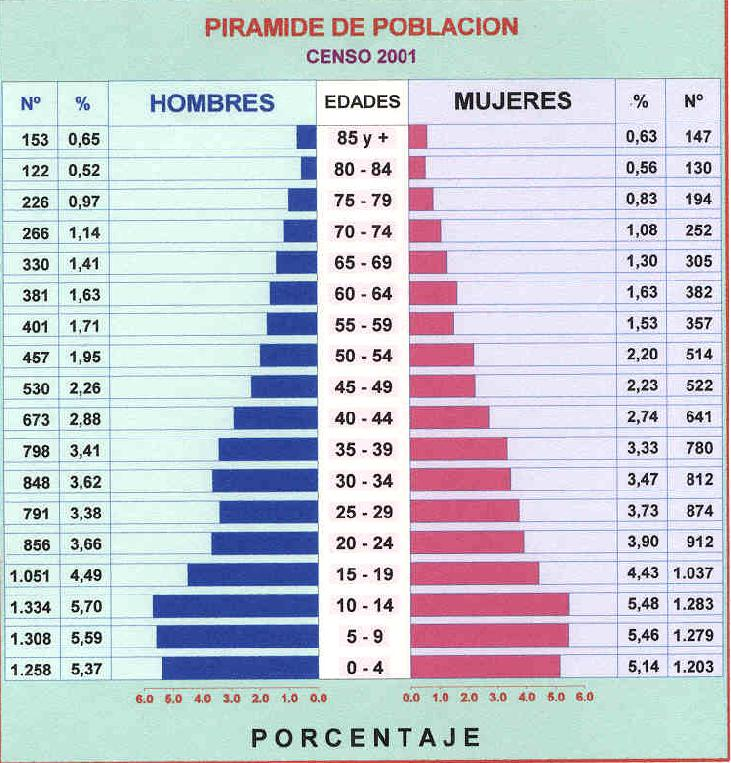

La población total del cantón Zaruma, según el último censo de 2022, no es directamente disponible en las fuentes consultadas. pero en el  censo de 2022 indica que en la cabecera cantonal existen 10,005 habitantes.  Sin embargo, el Instituto Nacional de Estadística y Censos (INEC) proporciona datos sobre la población urbana y rural del cantón. En 2010, la población urbana era de 9.631 habitantes y la población rural era de 13.787 habitantes. 
El 62,8 % de su población reside en el área rural. Se caracteriza por ser una población joven, ya que el 41,7 % son menores de 20 años, según se puede observar en la pirámide de población por edades y sexo, los mismos que demandan mayores esfuerzos en los ámbitos de educación básica, media y el mejoramiento y ampliación de la cobertura de los programas de salud.

### División política
El cantón Zaruma está integrado por la parroquia urbana, Zaruma, y las parroquias rurales de Abañín, Guanazán, Guizhaguiña, Sinsao, Salvias, Malvas, Arcapamba, Muluncay Grande, Huertas.

## Economía
La agricultura (19,5 %) y la ganadería (20 %) son actividades que se han mantenido como La minería artesanal (44,5 %). El pequeño minero comercializa el oro a los compradores de la localidad, éstos a su vez lo comercializan fuera del cantón, especialmente en las ciudades de Machala y Cuenca.
Otros rubros que se van destacando y que se constituyen en promisorias fuentes de trabajo son el turismo (1,8 %) y el comercio (6,5 %), donde se engloba la microempresa y otras actividades (6,7 %). 

## Minería

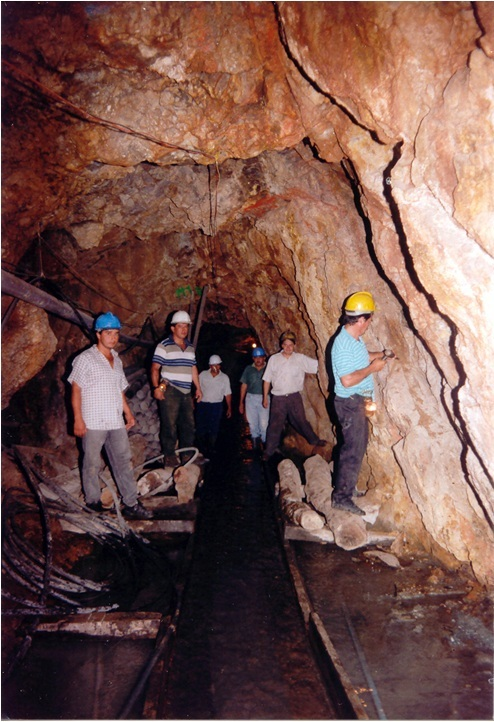
Mineros de Zaruma en plena actividad.

La actividad minera gira alrededor de la explotación del oro, ya que gran parte del territorio está atravesado por vetas que comparten el territorio de la región de Zaruma y Portovelo. Las vetas mineralizadas, tienen un rumbo noreste a suroeste, preferenciales de 45-60° al Este, se trata de mineralizaciones de tipo epitermales, en oro, plata, cobre, plomo y zinc. Este yacimiento único viene de ser explotado desde la época pre-incásica.
Se considera que en esta región alrededor de 10 000 personas se dedican a la actividad minera en forma directa o indirecta, produciendo aproximadamente al año de 9 a 10 toneladas del metal precioso. Esta actividad genera trabajo a una gran parte de habitantes de la zona y a un considerable grupo de inmigrantes provenientes de otras provincias del país y del norte del Perú, aproximadamente existen en la zona 180 sociedades mineras que operan en 2 800 hectáreas de concesiones.
La explotación tecnificada del yacimiento de AU, AG, CU, PB ZN, empezó en 1896 hasta 1950 con SADCO, Compañía Norteamericana, esta compañía de acuerdo a sus reportes no bien claros, produjo 300 toneladas de oro, De acuerdo a estudios técnicos por ING. EXP. GEOLOGO EDGAR GRANDA AGUILAR, esta empresa sustrajo 3000 toneladas de ORO, ya que jamás contabilizo las famosas bolsonadas, que es la bonanza más rica de todas las vetas que explotó como son; TABLON, MATALANGA, TRES REYES, JORUPE, BALSAPAMBA, SEXMO, MIRANDA, VISACAYA, MINAS NUEVAS, AYAPAMBA.

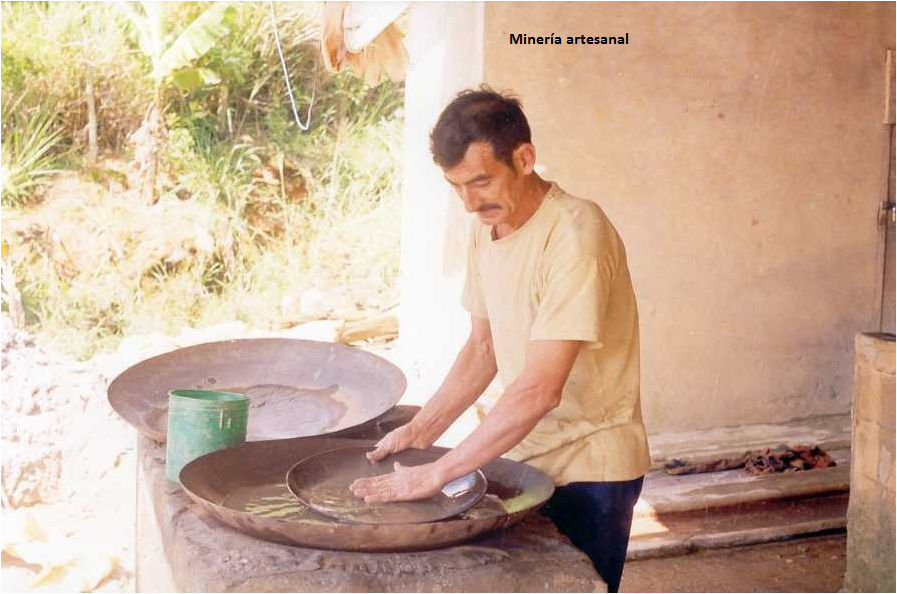
Minero artesanal de Zaruma, lavando oro.

## Turismo
Sin lugar a dudas, el producto estrella de Zaruma es su Centro Histórico emplazado en una traza urbana que se desarrolla sin patrones preestablecidos, con una geometría libre y espontánea, cuyas callejuelas estrechas y empinadas obedecen únicamente a las irregularidades de la topografía. Por tanto, no se encuentran cortes ortogonales, pero sí sorpresivas escalinatas para vencer la pendiente.

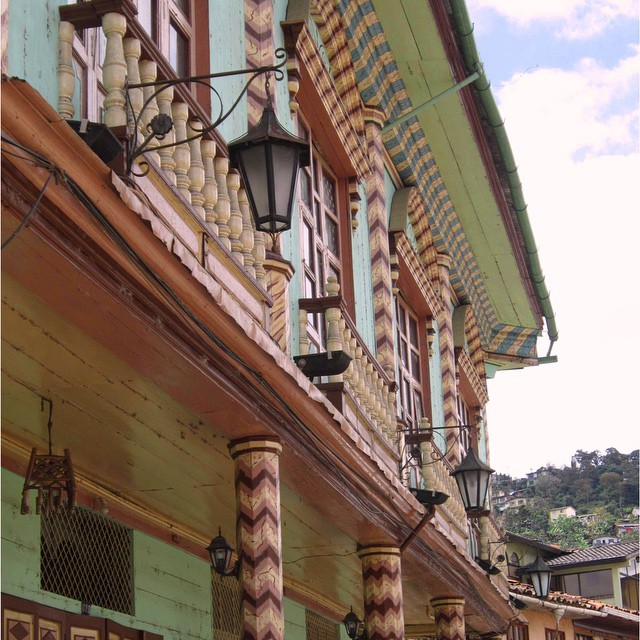
Típica casa de madera del centro histórico de Zaruma.

Su centro histórico representa muy bien una etapa arquitectónica, no sólo de la costa del Ecuador, sino de toda Sudamérica. Las edificaciones zarumeñas sintetizan una riqueza de elementos decorativos y un delicado encuentro de materiales y técnicas tradicionales, como el uso del bahareque y las maderas finas, hábilmente decoradas por los artesanos de la época. 

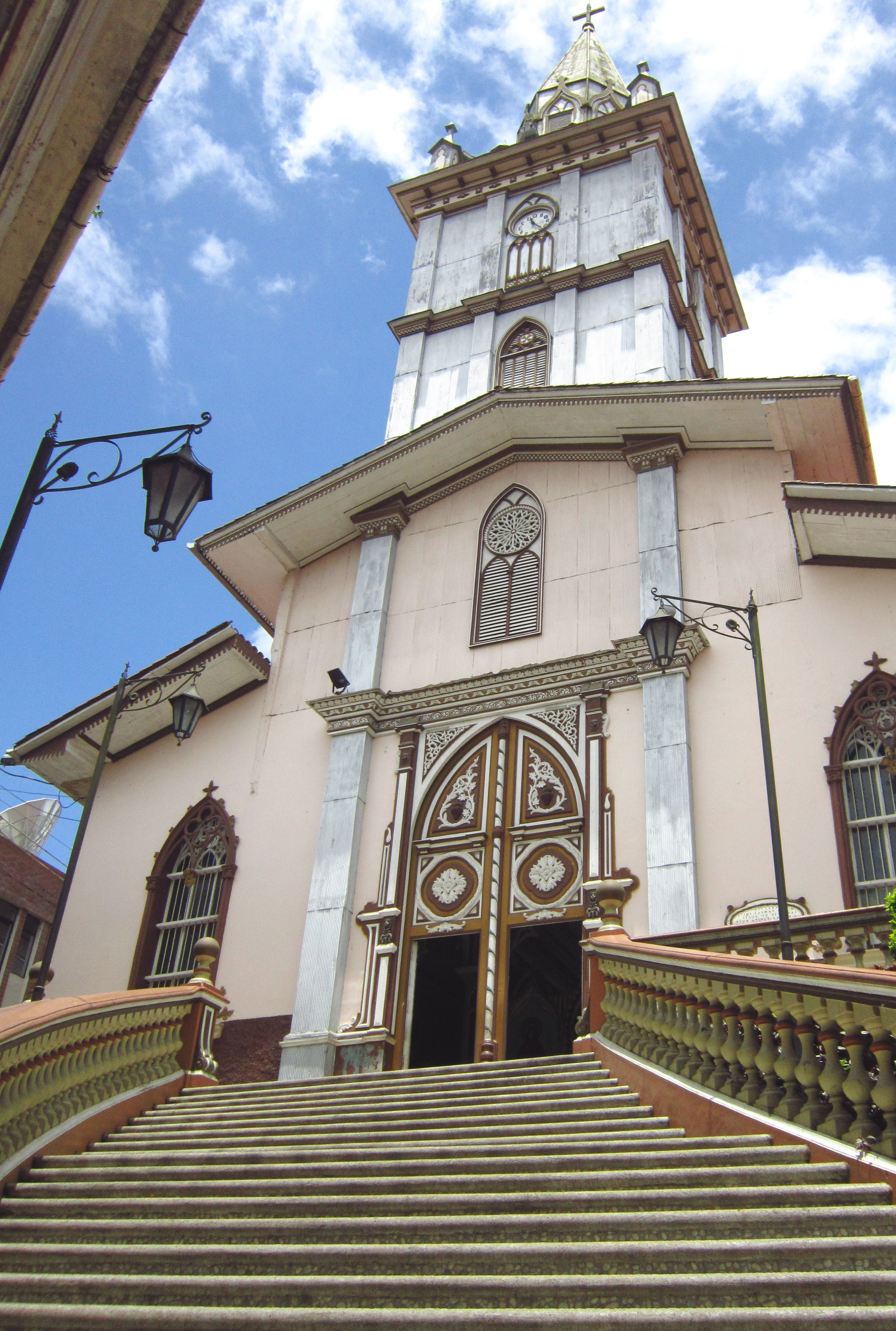
Iglesia de Zaruma, parte lateral

Las edificaciones construidas en madera, bahareque y teja (materiales constructivos de la zona) se alinean y se acoplan perfectamente a los desniveles existentes, y se manifiestan hacia el exterior con fachadas en madera tratada meticulosamente, que le dan una textura especial a las edificaciones, mezcla de órdenes arquitectónicos neoclásicos y arquitectura popular de la zona, en donde sobresalen balcones, balaustradas, ventanas y ventanos, grecas, fajas y tímpanos ricamente tallados en cuyos detalles existe una ambrosiaca comunión de color luz y sombra.

### Principales atractivos turísticos
- Mina turística El Sexmo
- Museo minero - Curipoma
- Museo municipal de arte e historia (Dr. Gonzalo Rodríguez)
- Iglesia Matriz Santuario de la Virgen del Carmen
- Mirador Cerro El Calvario
- Monumento al Chaso Jara - Calle Reinaldo Espinoza
- Monumento al minero - Calle Sucre
- Monumento al cafetalero - Calle Martin Samaniego

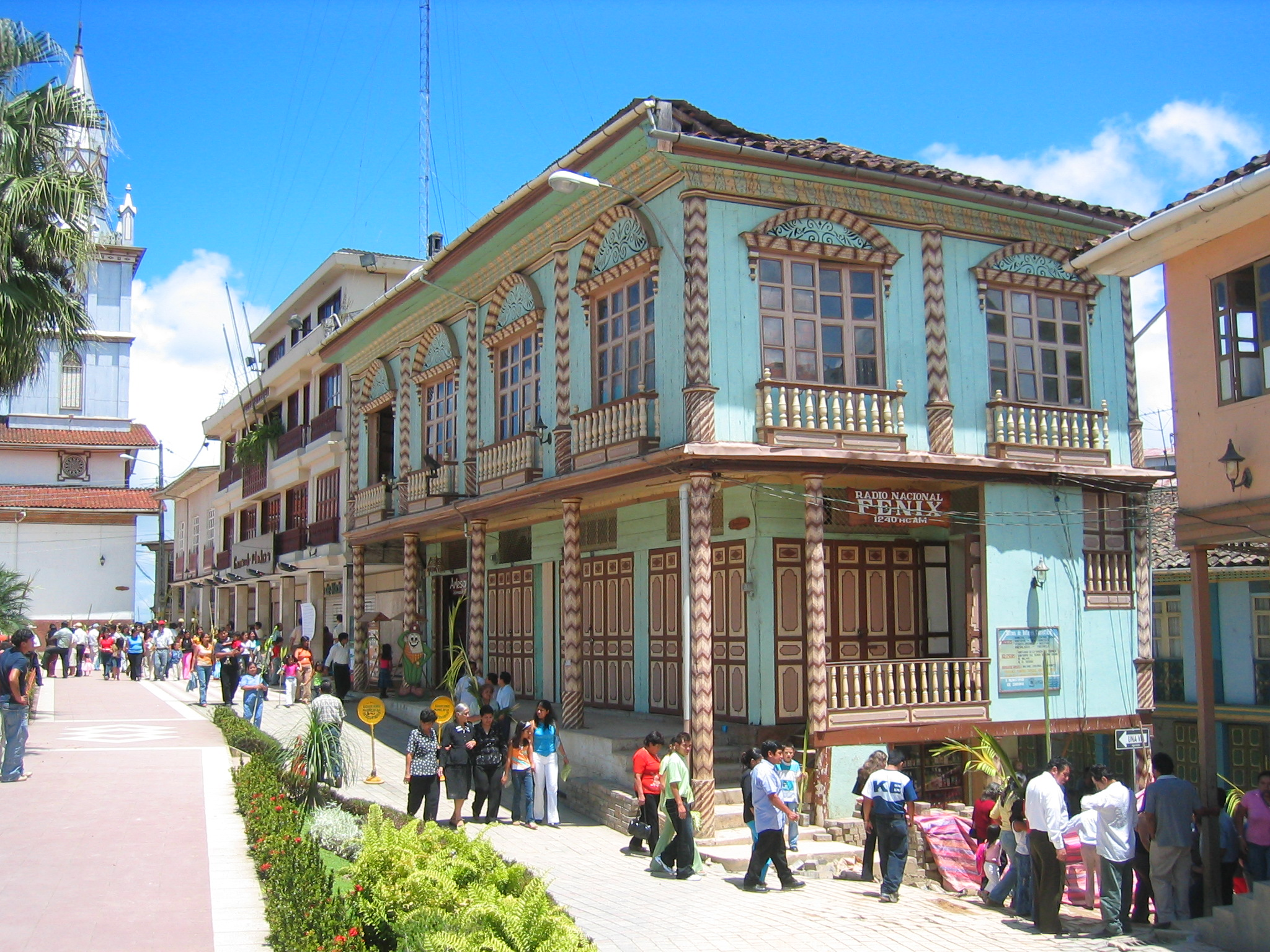
Plaza central de Zaruma, donde se levanta el santuario de la Virgen del Carmen y alrededor de ella las casas patrimoniales.

- Socavón - Calle Colón

### Otros sitios turísticos de interés

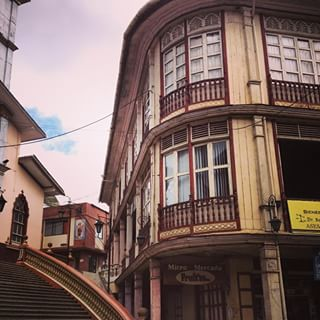
Arquitectura del centro de Zaruma

- Zaruma: Cerro Zaruma Urcu, Entorno Paisajístico, Iglesia del Bosque, Museo Mineralógico de Antigüedades Montúfar, Complejo Turístico Mina El Sexmo (Empresa BIRA, Cementerio de los Gringos en el Barrio el FAique , Petroglifos de Ramírez Pamba).
- Barrio Roma: Santuario del Señor de Roma, Procesadores de Cuarzo, Destiladoras donde elaboran Aguardiente, panela y azúcar criolla.
- Barrio Ortega: Laguna Natural bajo el Puente Vía a San Pablo, La Iglesia de Ortega, El Río Ortega, Cancha de Gallos de Ortega.
- Parroquia Malvas: Iglesia y Parque, Casa Patrimoniales, Orquidearios, Fábricas de Dulces y Bocadillos, Cerro el Boquerón, Cerro el Guayabo, Sendero El Espino, Sendero El Guasito.
- Parroquia Arcapamba: Sitio El Guando Iglesia y Parque, Fábrica Artesanal de Manjar, Queserías, Cerro de Chinchapuro, Molinos hidráulicos de cuarzo, Río Guando, Sendero Guando, Pogllo, Lomas La Posada, 4 caminos, La Cabaña.
- Parroquia Muluncay: Iglesia y Parque, Sendero Muluncay-Puente Buza, Mirador Pan de Azúcar, Petroglifos Buza, Fábrica de Campanas y Pailas, Mirador la Copa, Barrio Muluncay Chico, Sendero Muluncay Chico - Pan de Azúcar.
- Parroquia Huertas: Asentamiento prehispánico Guayquichuma, Senderos y Cascada Sagrada de "Guayquichuma", Cascada del "Piglio", Cascada "Las Gemelas", Pailón Del Diablo, Asentamiento Prehispánico Byron,  Asentamiento Prehispánico "Picacho", Cuevas de Corredores, Quebrada Honda, Quebrada Nega, Río Sichacay, Río Salado, Sendero Tomagatillo- Sidrapamba, Cascada Cachicarana, Iglesia Matriz de Huertas (antiguo campanario y cuadros artísticos), Plaza central y casas antiguas colindantes, Nuevo Mercado Central De Huertas, Museo y Artes del Pintor "Rolando Medina", Balneario Pasochoa, Biblioteca de la Unidad Educativa "Huertas".
- Parroquia Sinsao: Iglesia y Parque, Elaboración de Panela y Aguardiente.
- Parroquia Salvias: Cerro de Arcos, Cerro Chivaturco, Petroglifos de Salvias, Cascadas de Chorro Blanco, Chacacapac, El Molino, Jumón, Dur Dur, Hueco Oscuro, Lagunas de Papa Beto, San José, Laguna de Arcos, Río Palmas.
- Parroquia Guizhaguina: Laguna Chinchilla, Petroglifos de San Pablo, Piedra Bola, Chepel, Payama, Trencillas, Asentamientos prehispánicos de San Antonio, Santuario de la Virgen de los Remedios, Casa del Peregrino, Lagunas Negra, de Trapas, de Uncidas, El Campanario.
- Parroquia Guanazan: restos Arqueológicos, Epigrafía de Guinacho, Asentamientos prehispánicos de Ciquircalo, Cerros Paltacalo, El Tocto.
- Parroquia Abañin: monolitos con figura humana, Paisaje, Parque e Iglesia.

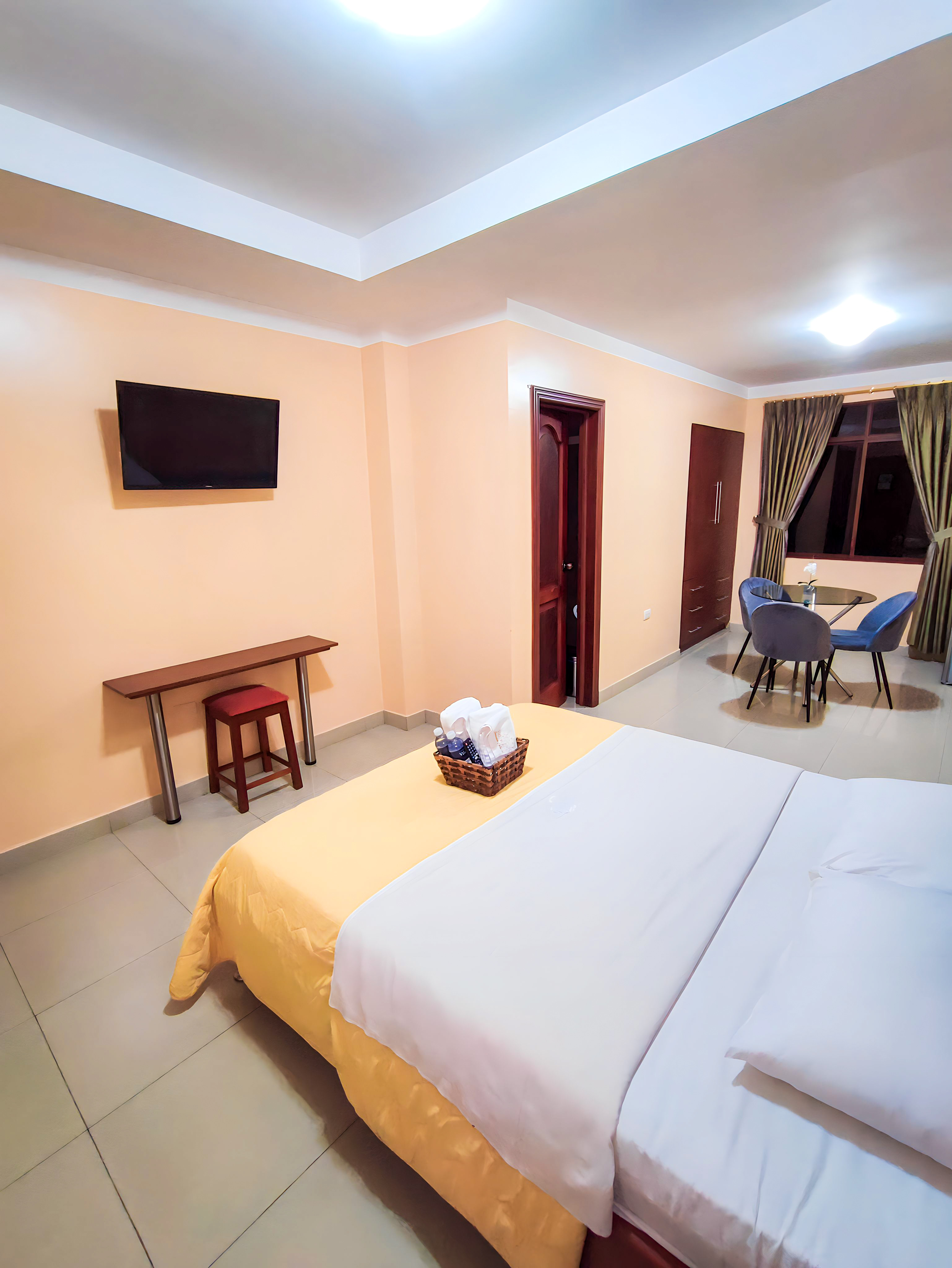
Habitación ejecutiva - Hotel Zaruma Colonial

### Hoteles
- HOTEL ZARUMA COLONIAL
- Hostal Águila Dorada
- Hotel Cerro de Oro
- Roland Hotel
- Hostería El Jardín
- Hotel Blacio
- Romería Hostal

### Festividades

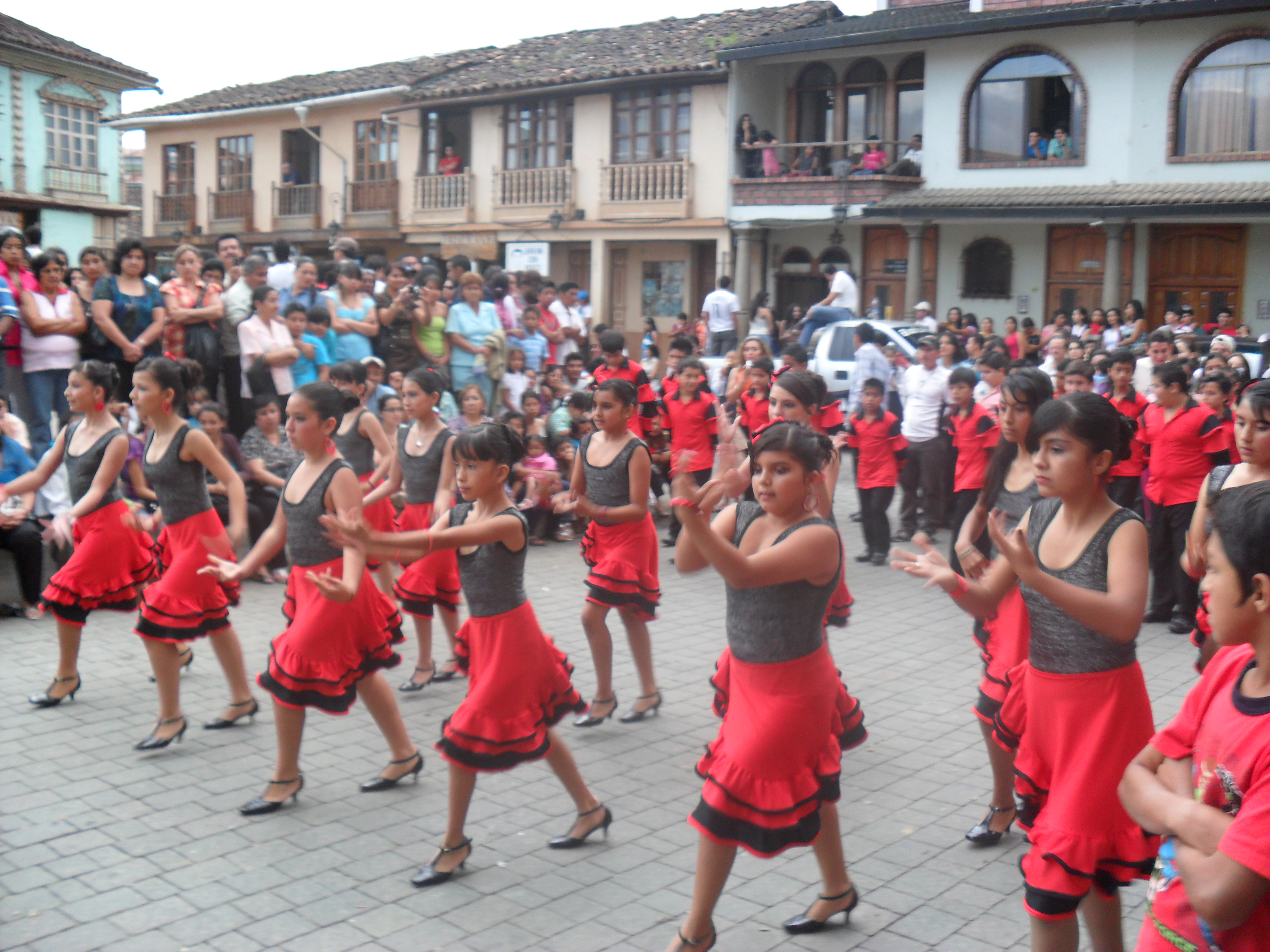
Manifestación cultural en las festividades de Zaruma, bailes y danzas en el Día de las Comparsas.

- 12 al 20 /julio -Fiestas Patronales en honor a la Virgen del Carmen y San Antonio de Padua.
- 25 julio - Romería Señor de Roma.
- 25 agosto- Fiestas Religiosas en honor a la Virgen de los Remedios(Guizhaguiña).
- 26 de noviembre - Independencia de Zaruma.
- 8 diciembre - Fundación de Zaruma.

En cada Parroquia y Barrios se realizan programaciones por Aniversarios y Fiestas Patronales.

### Gastronomía
Existe una diversidad de platos que se elaboran y consumen en Zaruma, pero que son originarios de la parte sur del país como son: bolón de maní, bolón de queso, de chicharrón (molloco), sopa de arvejas con cuero, repe, gallina criolla, cuy, tamales, humitas, chanfaina, fritada, manjar de leche y coco, dulce de sidra, buñuelos, chimbos, huevos de faldiquera, bocadillos, jazhpi, jaleas, bizcochuelos, rosquillas, preparación de licores, aguardiente, cócteles o ponches, entre otros.

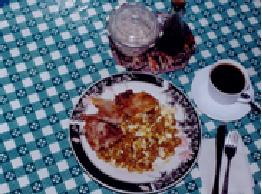
Plato típico de Zaruma, el tigrillo, actualmente difundido en casi todo el territorio ecuatoriano.

El tigrillo es el plato estrella de la gastronomía zarumeña, declarado Patrimonio Cultural Inmaterial del Ecuador el 2 de abril de 2020 por el Ministerio de Cultural del Ecuador y el Instituto Nacional de Patrimonio Cultural. Ésta preparación gastronómica es  originario de esta parte del país, aunque en la actualidad se lo elabora y consume en muchas parte del país. Este plato se llama así porque al servirse sus colores se asemejan a un tigrillo (felino), aunque no tiene nada que ver con este animal ya que sus ingredientes principales son: plátano verde, huevo frito y revuelto, refrito de cebolla y queso. Se sirve en el desayuno o en la cena, acompañado por el café zarumeño, uno de los más aromáticos y deliciosos ya que proviene de la variedad robusta. Los campesinos de Zaruma lo consumen antes de una jornada de trabajo, ya que la sensación de saciedad que produce favorece a su labor, hoy su consumo es muy popular en El arroz mote también es un plato muy tradicional de Zaruma, consiste en cocinar el arroz sin sal y servirlo con carne de chancho frita, o con salsa de maní.

## Salud
En la cabecera cantonal Zaruma se encuentra el  Hospital Básico “Dr. Humberto Molina Astudillo”. Corresponde  al segundo nivel de atención de salud y pertenece a Ministerio de Salud Pública y al distrito de salud 07D03 Atahualpa, Portovelo, Zaruma y El Centro Materno Infantil y Emergencias pertenece al (IESS).
Actualmente sus instalaciones físicas están inoperantes desde el 19 de noviembre de 2017, debido a un informe que aseguraba el debilitamiento de su infraestructura. Hoy ofrece sus servicios en espacios asignados como el Centro Materno Infantil del IESS, donde se trasladó la emergencia y hospitalización, sin contar con área quirúrgica, así mismo el antiguo edificio del IESS  se destinó para la consulta externa del hospital Humberto Molina. Se espera su reapertura después de que se ejecuten los trabajos de mitigación.
De las parroquias, únicamente Arcapamba y Sinsao tienen puestos de Salud, las restantes cuentan con Subcentros atendidos por un médico rural, odontólogo, enfermera e inspector de salud, mientras que el IESS, a través de sus dispensarios, presta los servicios de atención médica en ciertas parroquias.
Ciertos estudios han determinado que las cinco primeras causas de morbilidad en el cantón son: I.R.A (infección respiratoria aguda), parasitosis, I.V.U. (infección de vías urinarias), Desnutrición y E.D.A (enfermedad diarreica aguda)
En cambio las principales causas de muerte en el cantón son: Enfermedades cerebrovasculares, tumores malignos del estómago, enfermedades isquémicas del corazón, tumor maligno del hígado y vías biliares, neumonía, caídas, tumores malignos de tráquea y pulmones, tumor maligno de próstata, Diabetes Mellitus y siniestros de transporte, destacándose también las muertes originadas por los derivados de la actividad minera.

## Ambiente y riesgos
La contaminación del ambiente de la ciudad de Zaruma se origina por la degradación del entorno urbanístico por la carencia de regulaciones de tráfico vehicular liviano y pesado.
No existe una información sobre la calidad del aire que permita evaluar de una manera cuantitativa los parámetros de contaminación. Sin embargo, de forma cualitativa se puede afirmar que la zona céntrica, presenta índices moderados de la contaminación del aire, en un principio por ser un área cerrada con gran movimiento del tráfico vehicular, coadyuvando con velocidades de vientos bajas del orden de 3,5 m/s de promedio, pero que llegan hasta los 12 m/s en verano, estos vientos tienen dirección norte.
Existen limitadas fuentes fijas de contaminación del tipo tradicional relacionadas con actividades comerciales (panaderías, cocción de carnes y aves), sin embargo, si existen las de tipo informal y que tienen que ver con la amalgamación de oro a partir del mercurio.
Así se puede notar que la ciudad tiene en la actualidad dos fuentes de contaminación: 
1. relacionada con la combustión de los automotores
2. relacionada con la actividad de amalgamación del oro con mercurio. Vale anotar que estos problemas de contaminación del aire en la ciudad, se ven incrementados en el verano por las mayores velocidades de los vientos y la mayor heliofanía.

En los alrededores de la ciudad se agrava el problema de la contaminación cada vez más, en la medida en que la actividad económica se ha desarrollado. El incremento y la presencia de plantas, instalaciones y molinos para la actividad minera es una de las principales fuentes de contaminación de la zona, así mismo no existe tratamiento alguno a las aguas utilizadas en el proceso y aguas servidas domiciliarias, las cuales son descargadas en forma directa a los cursos de agua y luego utilizadas para riego, produciéndose así un círculo de contaminación.
La carencia de tratamiento de los residuos sólidos producidos y el uso irracional del agua, generan desperdicio y contaminación de los sistemas y recursos hídricos, así mismo se produce una disminución de caudales hídricos por la tala y quema indiscriminada de áreas boscosas a causa de la expansión de la frontera agrícola y sobrepastoreo.

## Ciudades hermanas
- Taxco, México (2019)[7]